# Крей-Сюд

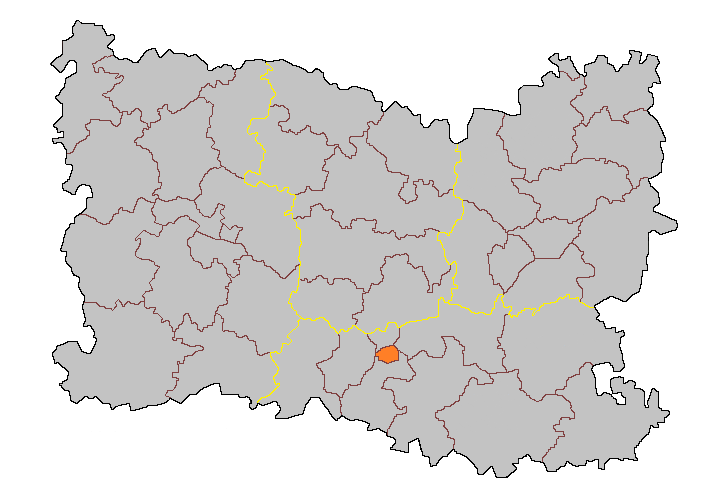
Кантон Крей-Сюд на карте департамента Уаза

Крей-Сюд (фр. Creil-Sud) — упраздненный кантон во Франции, регион Пикардия, департамент Уаза. Входил в состав округа Санлис.
В состав кантона входили коммуны (население по данным Национального института статистики за 2010 г.):
- Крей (кроме западной части города)

## Политика
На президентских выборах 2012 г. жители кантона отдали в 1-м туре Франсуа Олланду 45,9 % голосов против 17,7 % у Марин Ле Пен и 13,9 % у Николя Саркози, во 2-м туре в кантоне победил Олланд, получивший 70,1 % (2007 г. 1 тур: Сеголен Руаяль — 38,2 %, Саркози — 22,2 %; 2 тур: Руаяль — 60,5 %). На выборах в Национальное собрание в 2012 г. по 3-му избирательному округу департамента Уаза они поддержали кандидата социалистов Мишеля Франке, получившего 44,3 % голосов в 1-м туре и 71,5 % голосов - во 2-м туре.
|  | Кандидат         | Партия                    | % голосов |
|  | ---------------- | ------------------------- | --------- |
|  | Жан-Клод Вильмен | Социалистическая партия   | 63,11     |
|  | Александр Варле  | Союз за народное движение | 36,89     |